# Liste der Gebietsänderungen im Bezirk Karl-Marx-Stadt

Bezirk Karl-Marx-Stadt in der DDR

Die Liste der Gebietsänderungen im Bezirk Karl-Marx-Stadt enthält wichtige Änderungen der Gemeindegebiete des Bezirks Karl-Marx-Stadt der DDR in der Zeit vom 25. Juli 1952 bis zum 2. Oktober 1990 (bis zum 9. Mai 1953 und ab dem 1. Januar 1990 [juristisches Wirkungsdatum] als Bezirk Chemnitz). Dazu zählen unter anderem Zusammenschlüsse und Trennungen von Gemeinden, Eingliederungen von Gemeinden in eine andere, Änderungen des Gemeindenamens und größere Umgliederungen von Teilen einer Gemeinde in eine andere.

## Legende
- Datum: juristisches Wirkungsdatum der Gebietsänderung
- Gemeinde vor der Änderung: Gemeinde vor der Gebietsänderung
- Maßnahme: Art der Änderung
- Gemeinde nach der Änderung: Gemeinde nach der Gebietsänderung
- Landkreis: Landkreis der Gemeinde nach der Gebietsänderung
- OT: Ortsteil

Die Sortierung erfolgt chronologisch: Datum, Stadtkreis, Landkreis, aufnehmende oder neu gebildete Gemeinde. Heute noch bestehende Gemeinden sind farbig unterlegt. Die Gemeinden, die in den Bezirk Karl-Marx-Stadt (Chemnitz) wechselten, sind grün, diejenigen, die ihn verließen, rot unterlegt.

## Liste
| Datum      | Gemeinde vor der Änderung | Maßnahme | Gemeinde nach der Änderung | Kreis |
| ---------- | --- | --- | --- | --- |
| 25.07.1952 | Errichtung des Bezirks Chemnitz 21 Landkreise, 5 Stadtkreise                                                                      | Errichtung des Bezirks Chemnitz 21 Landkreise, 5 Stadtkreise                                                                      | Errichtung des Bezirks Chemnitz 21 Landkreise, 5 Stadtkreise                                                                      | Errichtung des Bezirks Chemnitz 21 Landkreise, 5 Stadtkreise                                                                      |
| 01.11.1952 | Bermsgrün, OT Antonsthal | Neubildung | Antonsthal | Schwarzenberg |
| 04.12.1952 | Auerbach Niederhohndorf Pöhlau | Eingliederung | Zwickau | – |
| 04.12.1952 | Grunau Kreis Hainichen | Umgliederung | Grunau | Döbeln, Bezirk Leipzig |
| 04.12.1952 | Mohorn Kreis Freiberg | Umgliederung | Mohorn | Freital, Bezirk Dresden |
| 04.12.1952 | Gottesgrün Kreis Werdau | Umgliederung | Gottesgrün | Greiz, Bezirk Gera |
| 04.12.1952 | Gösau, Kreis Schmölln Bezirk Leipzig                                                                                              | Umgliederung | Gösau | Werdau |
| 10.05.1953 | Namensänderung des Bezirks Chemnitz in Bezirk Karl-Marx-Stadt                                                                     | Namensänderung des Bezirks Chemnitz in Bezirk Karl-Marx-Stadt                                                                     | Namensänderung des Bezirks Chemnitz in Bezirk Karl-Marx-Stadt                                                                     | Namensänderung des Bezirks Chemnitz in Bezirk Karl-Marx-Stadt                                                                     |
| 10.05.1953 | Namensänderung der Stadt Chemnitz in Karl-Marx-Stadt Namensänderung des Kreises Chemnitz-Land in Kreis Karl-Marx-Stadt-Land       | Namensänderung der Stadt Chemnitz in Karl-Marx-Stadt Namensänderung des Kreises Chemnitz-Land in Kreis Karl-Marx-Stadt-Land       | Namensänderung der Stadt Chemnitz in Karl-Marx-Stadt Namensänderung des Kreises Chemnitz-Land in Kreis Karl-Marx-Stadt-Land       | Namensänderung der Stadt Chemnitz in Karl-Marx-Stadt Namensänderung des Kreises Chemnitz-Land in Kreis Karl-Marx-Stadt-Land       |
| 01.07.1953 | Wolfspfütz | Eingliederung | Lengenfeld | Reichenbach |
| 01.01.1956 | Wiesa, OT Wiesenbad, Thermalbad                                                                                                   | Neubildung | Wiesenbad, Thermalbad | Annaberg |
| 01.01.1957 | Loßnitz Lößnitz b. Freiberg | Eingliederung | Freiberg | Freiberg |
| 01.01.1957 | Köthel, Kreis Schmölln Bezirk Leipzig                                                                                             | Umgliederung | Köthel | Glauchau |
| 01.01.1957 | Niederwiera, Kreis Altenburg Bezirk Leipzig                                                                                       | Umgliederung | Niederwiera | Glauchau |
| 01.01.1957 | Hartmannsgrün | Eingliederung | Oelsnitz | Oelsnitz |
| 01.01.1957 | Gassenreuth | Eingliederung | Sachsgrün | Oelsnitz |
| 01.01.1957 | Reinhardtswalde | Eingliederung | Dehles | Plauen-Land |
| 01.01.1957 | Pirk | Eingliederung | Großzöbern | Plauen-Land |
| 01.01.1957 | Lugau OT Kirchberg Erlbach | Neubildung | Erlbach-Kirchberg | Stollberg |
| 20.06.1957 | Eingliederung der Stadt Johanngeorgenstadt in den Kreis Schwarzenberg 21 Landkreise, 5 Stadtkreise → 21 Landkreise, 4 Stadtkreise | Eingliederung der Stadt Johanngeorgenstadt in den Kreis Schwarzenberg 21 Landkreise, 5 Stadtkreise → 21 Landkreise, 4 Stadtkreise | Eingliederung der Stadt Johanngeorgenstadt in den Kreis Schwarzenberg 21 Landkreise, 5 Stadtkreise → 21 Landkreise, 4 Stadtkreise | Eingliederung der Stadt Johanngeorgenstadt in den Kreis Schwarzenberg 21 Landkreise, 5 Stadtkreise → 21 Landkreise, 4 Stadtkreise |
| 20.06.1957 | Wildenau, OT Röthenbach | Neubildung | Röthenbach | Auerbach |
| 20.06.1957 | Leupahn | Eingliederung | Leutenhain | Rochlitz |
| 20.06.1957 | Carsdorf | Eingliederung | Mutzscheroda | Rochlitz |
| 20.06.1957 | Oberalbertsdorf | Eingliederung | Niederalbertsdorf | Werdau |
| 01.07.1958 | Braunichswalde Kreis Werdau | Umgliederung | Seelingstädt | Gera-Land, Bezirk Gera |
| 01.07.1958 | Seelingstädt Kreis Werdau | Umgliederung | Seelingstädt | Gera-Land, Bezirk Gera |
| 01.07.1958 | Vogelgesang Kreis Werdau | Umgliederung | Vogelgesang | Gera-Land, Bezirk Gera |
| 01.07.1958 | Zwirtzschen Kreis Werdau | Umgliederung | Zwirtzschen | Gera-Land, Bezirk Gera |
| 23.11.1958 | Eingliederung der Stadt Schneeberg in den Kreis Aue 21 Landkreise, 4 Stadtkreise → 21 Landkreise, 3 Stadtkreise                   | Eingliederung der Stadt Schneeberg in den Kreis Aue 21 Landkreise, 4 Stadtkreise → 21 Landkreise, 3 Stadtkreise                   | Eingliederung der Stadt Schneeberg in den Kreis Aue 21 Landkreise, 4 Stadtkreise → 21 Landkreise, 3 Stadtkreise                   | Eingliederung der Stadt Schneeberg in den Kreis Aue 21 Landkreise, 4 Stadtkreise → 21 Landkreise, 3 Stadtkreise                   |
| 23.11.1958 | Schneeberg, OT Lindenau | Neubildung | Lindenau | Aue |
| 23.11.1958 | Schneeberg, OT Niederschlema und Oberschlema                                                                                      | Neubildung | Schlema | Aue |
| 17.09.1961 | Oberwinkel | Eingliederung | Ebersbach | Glauchau |
| 17.09.1961 | Kertzsch Kleinchursdorf | Eingliederung | Remse | Glauchau |
| 17.09.1961 | Wiesen | Eingliederung | Wiesenburg | Zwickau-Land |
| 01.01.1962 | Plaue | Eingliederung | Flöha | Flöha |
| 01.01.1963 | Müdisdorf Weigmannsdorf | Zusammenschluss | Weigmannsdorf-Müdisdorf | Brand-Erbisdorf |
| 01.03.1963 | Naundorf | Eingliederung | Milkau | Rochlitz |
| 01.03.1963 | Winkeln | Eingliederung | Zschoppelshain | Rochlitz |
| 04.07.1963 | Grobau | Eingliederung | Kemnitz | Plauen-Land |
| 27.02.1964 | Neudörfel | Eingliederung | Jocketa | Plauen-Land |
| 01.03.1964 | Niederwiera Wickersdorf | Eingliederung | Oberwiera | Glauchau |
| 01.07.1964 | Markersdorf | Eingliederung | Thierbach | Rochlitz |
| 01.07.1964 | Rüx | Eingliederung | Zettlitz | Rochlitz |
| 01.03.1965 | Köthel | Eingliederung | Schönberg | Glauchau |
| 01.03.1965 | Dürrengerbisdorf Uhlsdorf | Eingliederung | Wolkenburg/Mulde | Glauchau |
| 01.07.1965 | Beedeln | Eingliederung | Kolkau | Rochlitz |
| 01.07.1965 | Weiditz | Eingliederung | Schwarzbach | Rochlitz |
| 01.07.1965 | Aitzendorf, OT Hermsdorf | Umgliederung | Zettlitz | Rochlitz |
| 01.01.1967 | Merzdorf Kreis Hainichen | Eingliederung | Niederlichtenau | Karl-Marx-Stadt-Land |
| 01.01.1967 | Hohenkirchen | Eingliederung | Lunzenau | Rochlitz |
| 15.07.1967 | Steinheidel | Namensänderung | Erlabrunn | Schwarzenberg |
| 01.05.1968 | Blosenberg | Eingliederung | Wiedersberg | Oelsnitz |
| 16.05.1968 | Ruderitz | Eingliederung | Krebes | Plauen-Land |
| 01.09.1968 | Ramoldsreuth Kreis Oelsnitz | Eingliederung | Großzöbern | Plauen-Land |
| 01.03.1969 | Döhlen | Eingliederung | Seelitz | Rochlitz |
| 18.03.1969 | Röttis | Eingliederung | Jößnitz | Plauen-Land |
| 01.07.1969 | Schwaben | Eingliederung | Dürrenuhlsdorf | Glauchau |
| 01.09.1969 | Kaltenborn | Eingliederung | Hausdorf | Rochlitz |
| 01.01.1970 | Lauterhofen | Eingliederung | Obercrinitz | Zwickau-Land |
| 15.01.1970 | Gränitz | Eingliederung | Langenau | Brand-Erbisdorf |
| 01.01.1972 | Oberbrambach Rohrbach | Eingliederung | Bad Brambach | Oelsnitz |
| 01.01.1972 | Altensalz Voigtsgrün | Eingliederung | Neuensalz | Plauen-Land |
| 01.01.1972 | Schönlind | Eingliederung | Reuth | Plauen-Land |
| 01.01.1972 | Giegengrün | Eingliederung | Leutersbach | Zwickau-Land |
| 06.04.1972 | Seitenhain | Eingliederung | Nöbeln | Rochlitz |
| 01.09.1972 | Bergen Ebersbach Hundsgrün | Eingliederung | Eichigt | Oelsnitz |
| 01.01.1973 | Burkhardtsgrün Engelhardtsgrün Zettlarsgrün                                                                                       | Eingliederung | Bobenneukirchen | Oelsnitz |
| 01.01.1973 | Magwitz | Eingliederung | Oelsnitz | Oelsnitz |
| 01.01.1973 | Oberwürschnitz | Eingliederung | Unterwürschnitz | Oelsnitz |
| 01.07.1973 | Zschöppichen | Eingliederung | Mittweida | Hainichen |
| 01.07.1973 | Altmannsgrün Obermarxgrün Schloditz                                                                                               | Eingliederung | Droßdorf | Oelsnitz |
| 01.07.1973 | Koltzschen | Eingliederung | Hausdorf | Rochlitz |
| 01.08.1973 | Niederschindmaas | Eingliederung | Dennheritz | Glauchau |
| 01.08.1973 | Voigtlaide | Eingliederung | Wernsdorf | Glauchau |
| 01.08.1973 | Burkersdorf | Eingliederung | Kirchberg | Zwickau-Land |
| 01.01.1974 | Hartha Wingendorf | Eingliederung | Frankenstein | Flöha |
| 01.01.1974 | Hausdorf | Eingliederung | Mühlbach | Flöha |
| 01.01.1974 | Börnichen Görbersdorf | Eingliederung | Oederan | Flöha |
| 01.01.1974 | Pfaffroda, OT Dittrich | Umgliederung | Meerane | Glauchau |
| 01.01.1974 | Ebersbach | Eingliederung | Reinholdshain | Glauchau |
| 01.01.1974 | Pfaffroda Tettau | Eingliederung | Schönberg | Glauchau |
| 01.01.1974 | Ebersbach, OT Oberwinkel | Umgliederung | Waldenburg | Glauchau |
| 01.01.1974 | Kaltofen | Eingliederung | Pappendorf | Hainichen |
| 01.01.1974 | Helsdorf | Eingliederung | Burgstädt | Karl-Marx-Stadt-Land |
| 01.01.1974 | Hohendorf | Eingliederung | Bad Brambach | Oelsnitz |
| 01.01.1974 | Trieb | Eingliederung | Jocketa | Plauen-Land |
| 01.01.1974 | Zwoschwitz | Eingliederung | Kauschwitz | Plauen-Land |
| 01.01.1974 | Drochaus Fasendorf Oberpirk Unterpirk                                                                                             | Eingliederung | Mehltheuer | Plauen-Land |
| 01.01.1974 | Thossen Tobertitz | Eingliederung | Reuth | Plauen-Land |
| 01.01.1974 | Demeusel | Eingliederung | Rodau | Plauen-Land |
| 01.01.1974 | Christgrün | Eingliederung | Ruppertsgrün | Plauen-Land |
| 01.01.1974 | Gansgrün | Eingliederung | Thoßfell | Plauen-Land |
| 01.01.1974 | Kröstau | Eingliederung | Weischlitz | Plauen-Land |
| 01.01.1974 | Thalheim | Eingliederung | Frankenau | Rochlitz |
| 01.01.1974 | Raum | Eingliederung | Beutha | Stollberg |
| 01.01.1974 | Günsdorf | Eingliederung | Hormersdorf | Stollberg |
| 01.01.1974 | Pfaffenhain | Eingliederung | Leukersdorf/Erzgeb. | Stollberg |
| 01.01.1974 | Gablenz Oberdorf | Eingliederung | Stollberg/Erzgeb. | Stollberg |
| 01.01.1974 | Schönau | Eingliederung | Wiesenburg | Zwickau-Land |
| 01.02.1974 | Grüna | Eingliederung | Affalter | Aue |
| 01.02.1974 | Dittersdorf | Eingliederung | Lößnitz | Aue |
| 01.03.1974 | Grumbach | Eingliederung | Callenberg | Hohenstein-Ernstthal |
| 01.03.1974 | Meinsdorf | Eingliederung | Langenberg | Hohenstein-Ernstthal |
| 01.03.1974 | Hoyersdorf | Eingliederung | Holzhausen | Rochlitz |
| 01.03.1974 | Gröbschütz | Eingliederung | Seelitz | Rochlitz |
| 01.04.1974 | Sohra | Eingliederung | Oberbobritzsch | Freiberg |
| 01.04.1974 | Altenhain Kleinolbersdorf | Zusammenschluss | Kleinolbersdorf-Altenhain | Karl-Marx-Stadt-Land |
| 01.04.1974 | Oberzwota | Eingliederung | Zwota | Klingenthal |
| 01.04.1974 | Hermsgrün Wohlbach | Zusammenschluss | Hermsgrün-Wohlbach | Oelsnitz |
| 01.04.1974 | Zaulsdorf | Eingliederung | Tirschendorf | Oelsnitz |
| 01.04.1974 | Losa | Eingliederung | Coschütz | Reichenbach |
| 01.04.1974 | Buchwald | Eingliederung | Limbach | Reichenbach |
| 01.04.1974 | Foschenroda | Eingliederung | Netzschkau | Reichenbach |
| 01.04.1974 | Corba | Eingliederung | Göhren | Rochlitz |
| 01.04.1974 | Gösau | Eingliederung | Crimmitschau | Werdau |
| 01.04.1974 | Großpillingsdorf | Eingliederung | Blankenhain | Werdau |
| 01.05.1974 | Kleinbobritzsch | Eingliederung | Frauenstein | Brand-Erbisdorf |
| 01.05.1974 | Sorgau | Eingliederung | Ansprung | Marienberg |
| 01.05.1974 | Haselbach | Eingliederung | Dörnthal | Marienberg |
| 19.05.1974 | Lipprandis | Eingliederung | Glauchau | Glauchau |
| 19.05.1974 | Waldsachsen | Eingliederung | Meerane | Glauchau |
| 01.01.1979 | Abhorn | Eingliederung | Plohn | Auerbach |
| 01.01.1979 | Halsbach | Eingliederung | Freiberg | Freiberg |
| 01.01.1979 | Cunnersdorf | Eingliederung | Gersdorf | Hainichen |
| 01.01.1979 | Scholas | Eingliederung | Coschütz | Reichenbach |
| 01.01.1989 | Hartha | Eingliederung | Nöbeln | Rochlitz |
| 01.01.1990 | Namensänderung des Bezirks Karl-Marx-Stadt in Bezirk Chemnitz                                                                     | Namensänderung des Bezirks Karl-Marx-Stadt in Bezirk Chemnitz                                                                     | Namensänderung des Bezirks Karl-Marx-Stadt in Bezirk Chemnitz                                                                     | Namensänderung des Bezirks Karl-Marx-Stadt in Bezirk Chemnitz                                                                     |
| 01.01.1990 | Namensänderung der Stadt Karl-Marx-Stadt in Chemnitz Namensänderung des Kreises Karl-Marx-Stadt-Land in Kreis Chemnitz-Land       | Namensänderung der Stadt Karl-Marx-Stadt in Chemnitz Namensänderung des Kreises Karl-Marx-Stadt-Land in Kreis Chemnitz-Land       | Namensänderung der Stadt Karl-Marx-Stadt in Chemnitz Namensänderung des Kreises Karl-Marx-Stadt-Land in Kreis Chemnitz-Land       | Namensänderung der Stadt Karl-Marx-Stadt in Chemnitz Namensänderung des Kreises Karl-Marx-Stadt-Land in Kreis Chemnitz-Land       |